# Soci (Borca), Neamț
Soci este un sat în comuna Borca din județul Neamț, Moldova, România.